# اشنو ایم هوسروکرایس
اشنو ایم هوسروکرایس (به آلمانی: Eschenau im Hausruckkreis) یک منطقهٔ مسکونی در اتریش است که در ناحیه گرایسکیرچن واقع شده‌است. اشنو ایم هوسروکرایس ۱۶٫۶۱ کیلومتر مربع مساحت دارد ۳۸۰ متر بالاتر از سطح دریا واقع شده‌است.